# ELife
eLife是一个生物医学及生命科学方向的需要同行评审的开放获取的科学期刊。2010年，在一次霍华德·休斯医学研究所珍利亚农场研究园区举办的学术研讨会后，由霍华德·休斯医学研究所、马克斯·普朗克学会，以及惠康基金会决定共同赞助创办。该期刊正式创立于2012年底。 第一年该杂志共发表287篇文章。这些组织共同提供了初始资金来支持商业和出版业务，并且在2016年，这些组织承诺投入2600万美元继续出版该期刊。
主编是兰迪·谢克曼（加州大学伯克利分校）。编辑决策主要由高级编辑和审稿编辑委员会成员完成，他们都是在人类遗传学和神经科学到生物物理和流行病学领域工作的活跃科学家 。

## 商业模式
eLife是一家非营利组织，但为了服务的长期可持续性，该期刊要求对接受发表的论文收取$3,000美元的版面费。 资金不足的作者有资格获得费用减免。

## 文摘和索引
该杂志在Medline，生物学文摘（预评）数据库(BIOSIS Previews)， 化学文摘社，科学引文索引和斯高帕斯数据库(Scopus) 中被做文摘和索引。 根据期刊引用报告，该杂志的2016年影响因子为7.725 （2013年为8.52，2014年为9.32，2015年为8.28）。 该杂志称其不会促进其影响因子。在接受采访时，霍华德休斯医学研究院院长錢澤南对《eLife》进行了回顾，并指出：「我們試著不讓那些統計的人也來計算我們的影響指數。他們無論如何都提早一年給我們影響指數，別問我這是什麼情況，因為我真的不想知道，也不在乎。」

## eLife播客
eLife播客由BBC电台节目主持人和剑桥大学顾问病毒学家 The Naked Scientists 的 Chris Smith 制作。